# Nicolas Lombaerts
Nicolas Lombaerts (Brujas, 20 de marzo de 1985) es un exfutbolista belga que jugaba de defensa.

## Biografía
Nicolas Lombaerts, que juega de defensa por la izquierda, empezó su carrera futbolística en las categorías inferiores de un equipo de su ciudad natal, el Club Brujas. 
En 2004 firmó un contrato profesional con el KAA Gent. Durante su estancia en este equipo disputó un total de 75 partidos oficiales y marcó un gol.
El 6 de junio de 2007 ficha por el Zenit de San Petersburgo ruso. Nada más llegar conquistó el título de Liga a finales de año. En febrero del año siguiente sufrió una lesión que le mantuvo alejado de los terrenos de juego 7 semanas. Participó en la Copa de la UEFA con su equipo, llegando a la final, en la que el Zenit ganó por dos goles a cero al Glasgow Rangers. Ese fue el mayor éxito en la historia del Zenit de San Petersburgo. Ese mismo año el equipo ganó la Supercopa de Europa al imponerse al Manchester United F. C. por dos goles a uno.
En 2008 el club ganó otro título, la Supercopa de Rusia.
A finales de 2010 conquistó nuevamente la Liga, segunda tanto en su palmarés como en el del club (Zenit de San Petersburgo).
En abril de 2020 anunció su retirada.

## Selección nacional
Fue internacional con la selección de fútbol de Bélgica en 39 ocasiones y marcó 3 goles. Su debut como internacional se produjo el 11 de mayo de 2006 en un partido contra Arabia Saudita.
El 13 de mayo de 2014 el entrenador de la selección belga, Marc Wilmots, incluyó a Lombaerts en la lista preliminar de 24 jugadores convocados, cuatro de ellos guardametas, que iniciarían la preparación para la Copa Mundial de Fútbol de 2014. El 25 de mayo le fue asignado el número 19 para el torneo.

### Participaciones en Copas del Mundo
| Mundial                        | Sede   | Resultado        |
| ------------------------------ | ------ | ---------------- |
| Copa Mundial de Fútbol de 2014 | Brasil | Cuartos de final |

## Clubes
| Club                        | País    | Año       |
| --------------------------- | ------- | --------- |
| K. A. A. Gante              | Bélgica | 2004-2007 |
| F. C. Zenit San Petersburgo | Rusia   | 2007-2017 |
| K. V. Oostende              | Bélgica | 2017-2020 |

## Palmarés

### Títulos nacionales
| Título                | Club                     | País  | Año     |
| --------------------- | ------------------------ | ----- | ------- |
| Liga Premier de Rusia | Zenit de San Petersburgo | Rusia | 2007    |
| Supercopa de Rusia    | Zenit de San Petersburgo | Rusia | 2008    |
| Copa de Rusia         | Zenit de San Petersburgo | Rusia | 2009-10 |
| Liga Premier de Rusia | Zenit de San Petersburgo | Rusia | 2010    |
| Supercopa de Rusia    | Zenit de San Petersburgo | Rusia | 2011    |
| Liga Premier de Rusia | Zenit de San Petersburgo | Rusia | 2011-12 |
| Liga Premier de Rusia | Zenit de San Petersburgo | Rusia | 2014-15 |
| Supercopa de Rusia    | Zenit de San Petersburgo | Rusia | 2015    |
| Copa de Rusia         | Zenit de San Petersburgo | Rusia | 2015-16 |
| Supercopa de Rusia    | Zenit de San Petersburgo | Rusia | 2016    |

### Títulos internacionales
| Título               | Club                     | Sede       | Año     |
| -------------------- | ------------------------ | ---------- | ------- |
| Copa de la UEFA      | Zenit de San Petersburgo | Mánchester | 2007-08 |
| Supercopa de la UEFA | Zenit de San Petersburgo | Mónaco     | 2008    |